# 黑明根施特蘭德巴德湖

52°19′52″N 9°44′18″E / 52.331025°N 9.738414°E
黑明根施特蘭德巴德湖（德語：Strandbadsee Hemmingen），是德國的湖泊，位於該國西北部，由下薩克森州負責管轄，處於黑明根以東，長0.3公里、寬0.2公里，面積0.04平方公里，該湖泊用作沐浴。
它屬於利納河漫灘里的里克林格礫石池塘群。湖位於「Obere Leine」景觀保護區、Großer之間的海明Teich Hemmingen鎮在東部和西部。Hemminger Maschgraben直接向西延伸。
該湖被用作洗浴湖，有一個私人經營的洗浴區，水質受到監控。帶有海灘區的草坪位於湖的東側。夏天有救生員，也有衛生設施。